# Портик Віпсанії

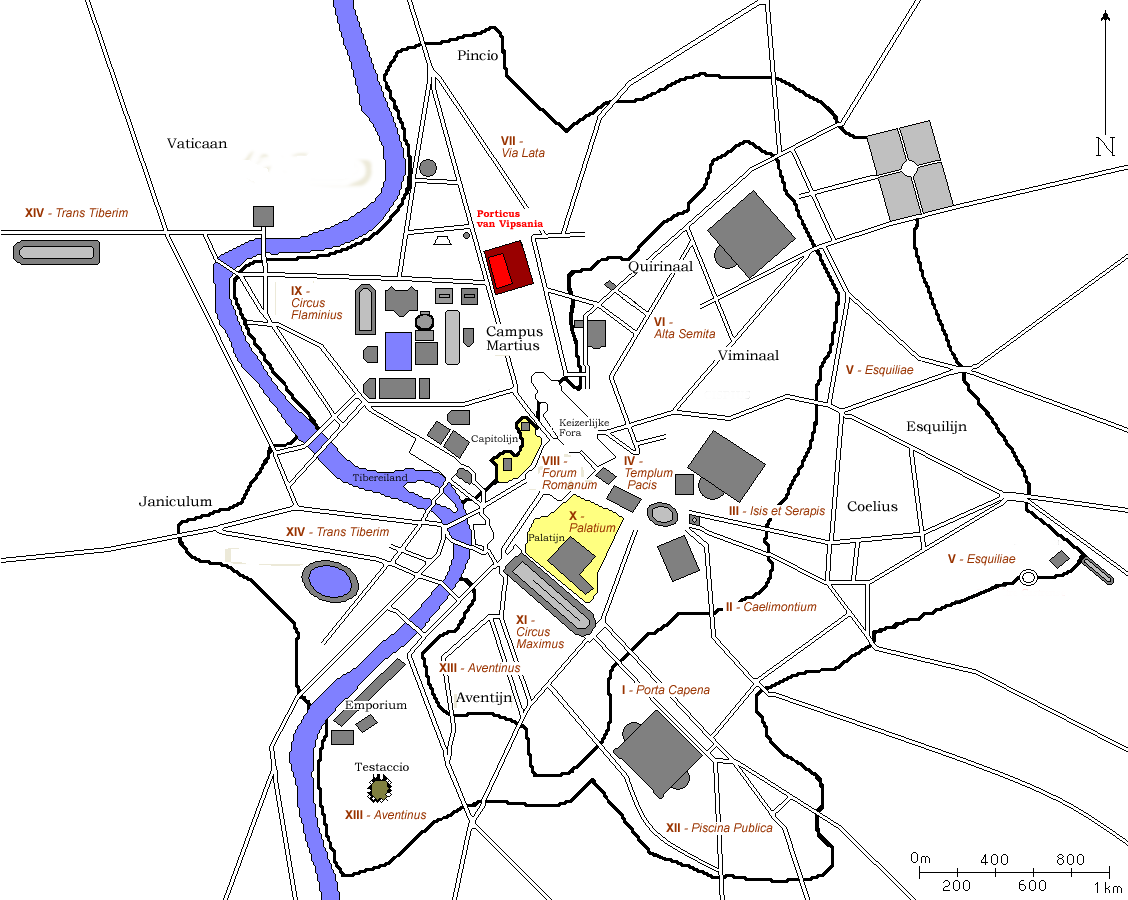
Портик Віпсанії (позначено червоним кольором)

Портик Віпсанії (лат. Porticus Vipsania) — будівля у Стародавньому Римі. Був зведений в часи володарювання імператора Октавіана Августа. Отримав назву на честь Віпсанії Полли. Про портик згадують Пліній Старший, Марціал, Тацит, Плутарх.

## Історія
Портик планував збудувати ще Марк Віпсаній Агріппа, де хотів розташувати свою мапу Римської держави. Проте, помер і не встиг розпочати. За будівництво у 12 році до н. е. взялася Віпсанія Полла, сестра Марка Агріппи. Втім, Полла теж померла і не змогла завершити роботу, тому справу продовжив імператор Август. Коли саме було завершено будівництво достеменно невідомо, оскільки у 7 році до н. е., коли Август передавав у громадську власність поле Агріппи, портик Віпсанії ще не було завершено.
Стосовно подальшої долі портика замало відомостей. Втім ми знаємо, що він існував у IV ст. н. е., пережив усі війни та пожежі.

## Опис
Розташовувався біля Пінційського пагорба, неподалік від арки акведука Діви. В портику розміщувалася мапа світу, яка була створена Агріппою. Немає відомостей про те, де була вирізана карта — в мармурі стіни або на підлоговому покритті портика. Південна межа портика знаходила на відстані 7 м від сучасної віа дель Триттоне. північна межа розташовувалася близько від теперішнього палацу Бокконі. Ширина колонади портика перевищувала 43 м.